# Roman Borówko
Roman Borówko (ur. 18 listopada 1960) – polski siatkarz, reprezentant Polski, mistrz Polski (1985, 1987), grający na pozycji rozgrywającego.

## Kariera sportowa
Karierę sportową zaczął w AZS AWF Gorzów Wielkopolski, W sezonie 1981/1982 debiutował w ekstraklasie w zespole Stal Stocznia Szczecin. W sezonie 1982/1983 spadł z zespołem do II ligi, ale w kolejnych latach uczestniczył w największych sukcesach szczecińskiego klubu. Zdobył z nim mistrzostwo Polski (1985, 1987), wicemistrzostwo Polski (1986, 1988) brązowy medal mistrzostw Polski (1984, 1989). Od 1989 występował za granicą, we Francji (Saint-Nazaire Volley-Ball Atlantique, UN TGW Nomme) i Szwajcarii (La Chaux-de-Fonds).
W reprezentacji Polski seniorów debiutował 13 maja 1981 w towarzyskim spotkaniu z Czechosłowacją. W 1985 wystąpił na mistrzostwach Europy, zajmując z drużyną czwarte miejsce. Po raz ostatni wystąpił w reprezentacji 22 grudnia 1985 w towarzyskim spotkaniu z Kubą. Łącznie w biało-czerwonych barwach wystąpił w 43 spotkaniach.